# ネルソン・オルドリッチ
ネルソン・W・オルドリッチ（英語: Nelson Wilmarth Aldrich、1841年11月6日 - 1915年4月16日、ネルソン・アルドリッチとも）は、アメリカ合衆国の政治家。1881年から1911年までの30年間アメリカ合衆国上院議員を務めた。
上院議員として国政に大きな影響力をもち、上院財政委員会の委員長を長く務めたことから、報道機関や一般市民からは「国家の総支配人（General Manager of the Nation）」と呼ばれ、20世紀はじめの10年におけるあらゆる関税政策と金融政策に影響を及ぼした。特に、オルドリッチがエドワード・ブリーランド下院議員と共同起草し、1908年に制定されたオルドリッチ＝ブリーランド法は、後の連邦準備制度設立に影響を与えた。他方、路面鉄道、砂糖、ゴム、銀行業などに投資し、財を成した。息子リチャード・オルドリッチは下院議員になり、娘アビーはジョン・ロックフェラーの一人息子ジョン・ロックフェラー・ジュニアと結婚している。アビーの子であり、ネルソンの孫であるネルソン・ロックフェラーは、ジェラルド・フォード大統領の元で副大統領を務めている。

## 出自
ネルソン・オルドリッチは、ジョン・ウィンスロップ、ウィリアム・ウィッケンデン、ロジャー・ウィリアムズの血を引く家に生まれた。だがネルソンが生まれた分家は世代を重ねるうちに没落していた。ネルソンの母はアビー・バージェス、父はアナン・E・オルドリッチで工場労働者である。アメリカのオルドリッチ家の始祖は17世紀にマサチューセッツ州メンダンに移民してきたジョージ・オルドリッチであり、このためオルドリッチ・ファミリー協会とオルドリッチ一族の墓は、かつてメンダンの一部であったマサチューセッツ州アクスブリッジにある。ロードアイランド州にあるイースト・グリーンウィッチ・アカデミーに入学したネルソンは、ロードアイランド州で育ち、やがて実業家、政治家として成功した。オルドリッチの一族からは上院議員、副大統領をはじめ多数の政治家が生まれ、米政界で一時代を築いた。

## 政界活動

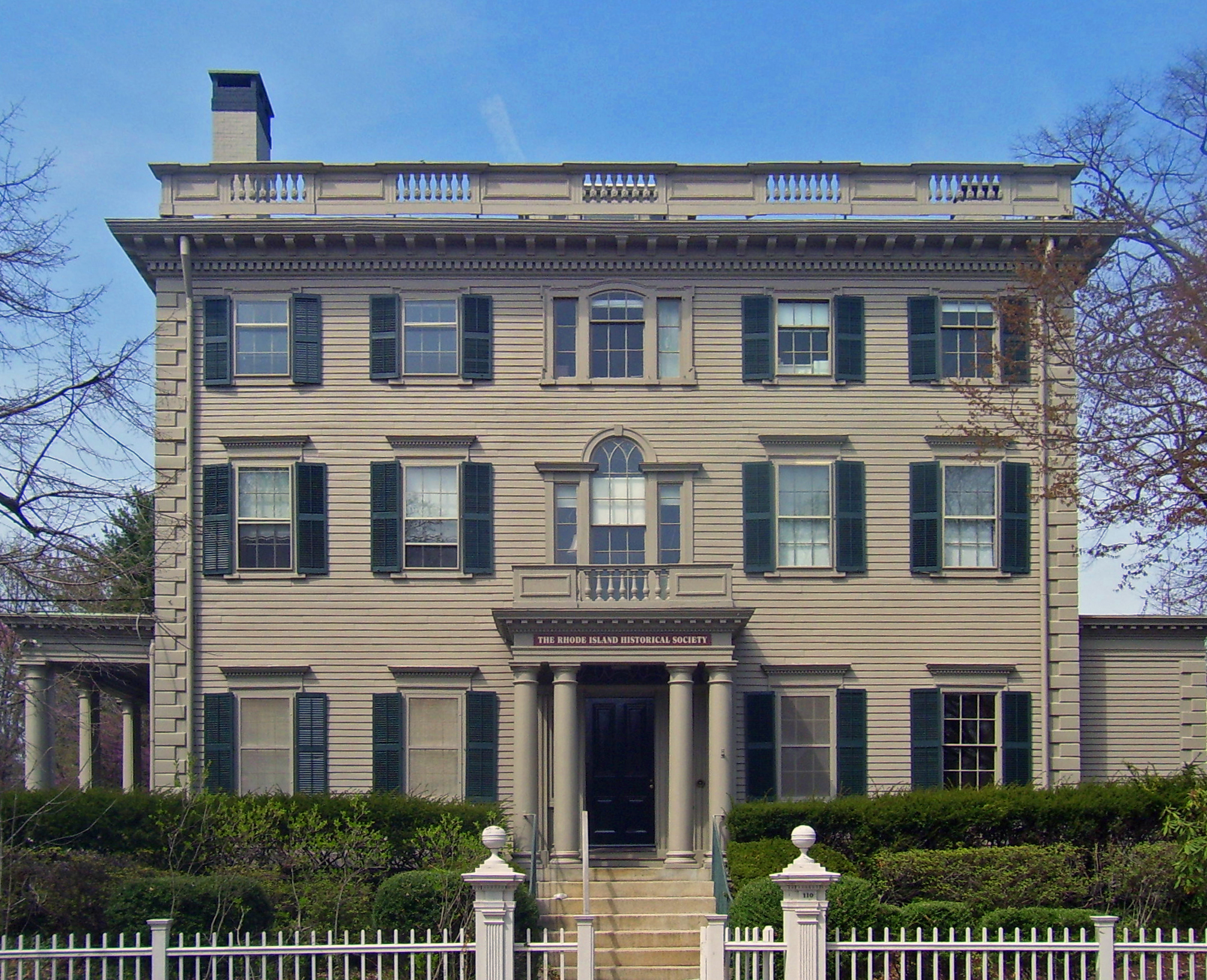
プロビデンスにあるオルドリッチの家。アメリカの歴史建造物である。

オルドリッチの最初の仕事は州最大の食料雑貨店の店員であったが、出世し共同経営者にまでなった。1866年10月9日に、裕福かつ生まれ育ちの良いアビー（Abigail "Abby" Pearce Truman Chapman）と結婚し、1877年には、議員になる前にもかかわらず、プロビデンス市議会議長とロードアイランド州下院の議長を務め州の政策に影響を及ぼす程になっていた。
1878年、ロードアイランド州の共和党幹部によって下院議員に推薦されたオルドリッチは、1881年には上院議員に選出された。オルドリッチは共和党の有力議員として1881年から1911年まで上院議員を務め、1899年からは上院財政委員会の委員長の座にも就いた。　
1906年、オルドリッチは所有していたロードアイランド路面鉄道株を、J・P・モルガンの忠実なる協力者チャールズ・サンガー・メレンが社長をつとめるニューヨーク・ニューヘイブン・アンド・ハートフォード鉄道に売却した。
1907年、J・P・モルガンはニッカーボッカー信託会社が破産状態にあるとの噂を公表した。後年の歴史家には、これは意図的な市場操作で、1907年恐慌を招き、モルガンによる銀行支配の優位性を強化するための行為であったと信ずる者もいる。この1907年の金融恐慌の影響を受けて、1908年オルドリッチ＝ブリーランド法（Aldrich–Vreeland Act）が議会を通過し国家金融委員会が設立され、オルドリッチが委員長となった。30冊もの報告書が出された後、同委員会でオルドリッチ・プランが策定され、後の連邦準備制度の基礎が形作られた。
1909年のペイン＝オルドリッチ関税法（Payne-Aldrich Tariff Act）の共同起草者でもあるオルドリッチは、美術品の制限的輸入関税を撤廃し、アメリカ人非常に高額な欧州の美術品を購入できるようになり、これは多くの主要な美術館の基礎となった。
1909年、オルドリッチは連邦所得税を確立するための憲法修正案を提出したが、10年前に似たような案が出されたときは「共産主義的だ」と述べていた。

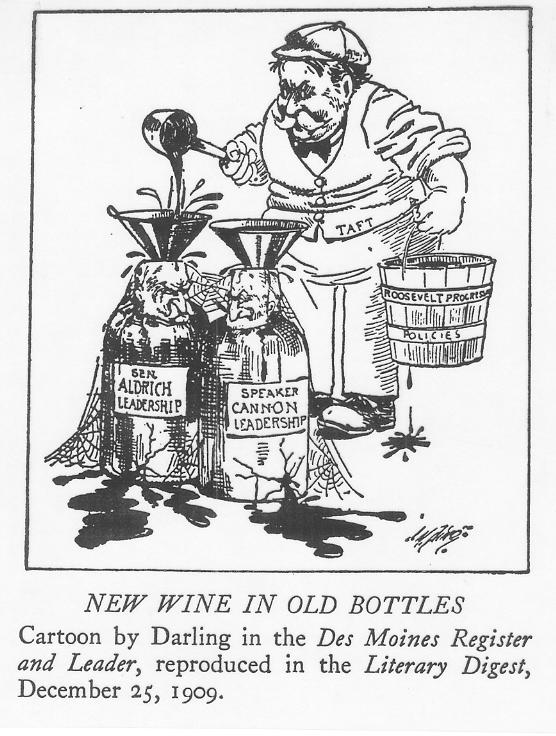
NEW WINE IN OLD BOTTLES（古い革袋に入れた新しいワイン）
タフトはオルドリッチに進歩主義的考えを植え付けようとした。

オルドリッチは、上院共和党議員総会の会長も務めている。上院議員時代には、上院財政委員会、対沿岸部輸送路委員会　議事規則委員会、コロンビア特別区委員会などでも委員長を務めた。
オルドリッチは欧州の国立銀行を視察し、イギリス、ドイツ、フランスはより進んだ中央銀行制度をもっているものと信ずるようになった。1910年11月に金融政策と銀行制度について話し合うためジョージア州の海岸沿いのジキル島にある「ジキル島クラブ」で秘密会議を開いた。ポール・ウォーバーグ、エイブラハム・アンドリュー、ヘンリー・デイビソンら主要な銀行家や経済学者たちと共にアメリカに中央銀行を設立する計画を練った。1913年、ウッドロウ・ウィルソンはオルドリッチの構想を元にしたロバート・オーウェンとカーター・グラスの提出したオーウェン・グラス法案に署名した。
1901年に娘のアビー・グリーン・オルドリッチがジョン・ロックフェラー・ジュニアと結婚、その子で、ネルソンに因んで名づけられたネルソン・ロックフェラーは、1960年、1964年、1968年と共和党大統領候補を逃したが、ジェラルド・フォードが大統領になるとその副大統領に指名された。
オルドリッチは、1915年4月16日、73歳で死去し、ロードアイランド州プロビデンスのスワン・ポイント墓地に埋葬された。

## 関連文献
- Kert, Bernice. Abby Aldrich Rockefeller: The Woman in the Family. New York: Random House, 1993.
- Phillips, David Graham, "The Treason of the Senate: Aldrich, The Head of It All," Cosmopolitan, March 1906.
- Steffens, Lincoln, "Rhode Island: A State For Sale," McClure's Magazine, February 1904, 337 - 353.
- Stephenson, Nathaniel W. Nelson W. Aldrich: A Leader In American Politics. 1930.
- Sternstein, Jerome L. "Corruption in the Gilded Age Senate: Nelson W. Aldrich and the Sugar Trust," Capitol Studies 6 (Spring 1978): pp. 13–37.
- Wicker, Elmus. The Great Debate on Banking Reform: Nelson Aldrich and the Origins of the Fed, Ohio State University Press, 2005.